# Htonic

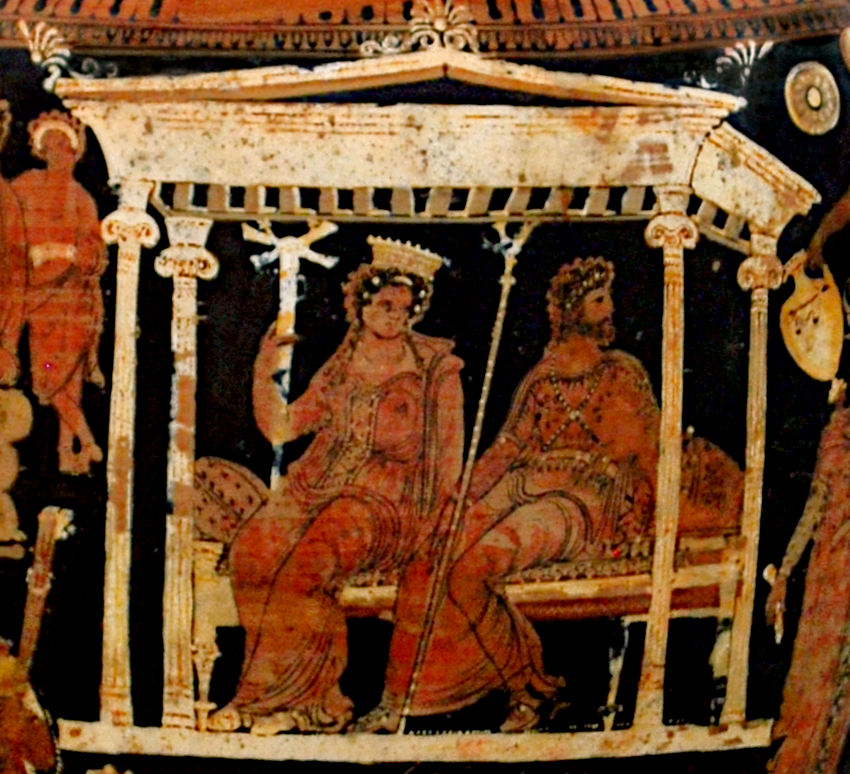
Hades și Persefona, ca rege și regină ai Infernului, erau venerați ca zei htonici.
(Vas din 320 î.Hr.)</br>

Htonic (din greacă: χθόνιος - „pământesc”), scris și chtonic, este un termen care, în mitologie, se referă la specificul unor divinități, fie de obârșie telurică, fie cu sediul subteran, și în orice caz legate de cultul pământului. Astfel, Gaia este o divinitate htonică prin excelență, alături de zeii infernali, ca Hades și Persefona, sau agrari, ca Demetra.

## Zeități htonice
Chthonic și ouranic, sau olimpic, nu sunt descriptori complet opuși. Ei nu diferențiază în mod clar tipurile de zei și cult în categorii distincte, ci reprezintă un spectru cultic. Acești termeni prezintă asocieri cu lumea subterană și/sau cu agricultura. Acest lucru face ca unele divinități, cum ar fi Hades, Persefona și Furiile, să fie considerate mai degrabă chtonice datorită apropierii lor de lumea subterană. Deși acesta este cazul, practic orice zeu poate fi considerat chtonic pentru a sublinia diferite aspecte ale zeului. Spre exemplu, Demetra și Hermes sunt categorisiți în cadrul celor doisprezece zei olimpieni, dar sunt adesea considerați chtonici. Zeus a fost, de asemenea, menționat cu epitetul „chthonios”, demonstrând utilizarea situațională a unei descrieri chtonice.

### Epitete
În Grecia Antică, numele zeităților erau uneori urmate de un epitet. Aceste epitete urmau cel mai adesea numele zeului, acționând ca un nume alternativ.
În acest context, scopul unui epitet era acela de a descrie o caracteristică sau o asociere a unei divinități. Epitetele „chthonios” și „chthonia” urmau numele unui zeu sau al unei zeițe pentru a face referire la relația lor fie cu lumea subterană, fie cu agricultura. De exemplu, Hermes Chthonios face referire la rolul lui Hermes ca escortă a lumii subterane. În schimb, Charon nu are nevoie de un epitet chtonic, deoarece relația sa cu lumea subterană este principala sa atribuție. Alte exemple de zeități cu epitete înregistrate includ Demetra Chthonia, Gaia Chthonia, Persefona Chthonia, Zeus Chthonios și Hecate Chthonia.

## Cultul htonic

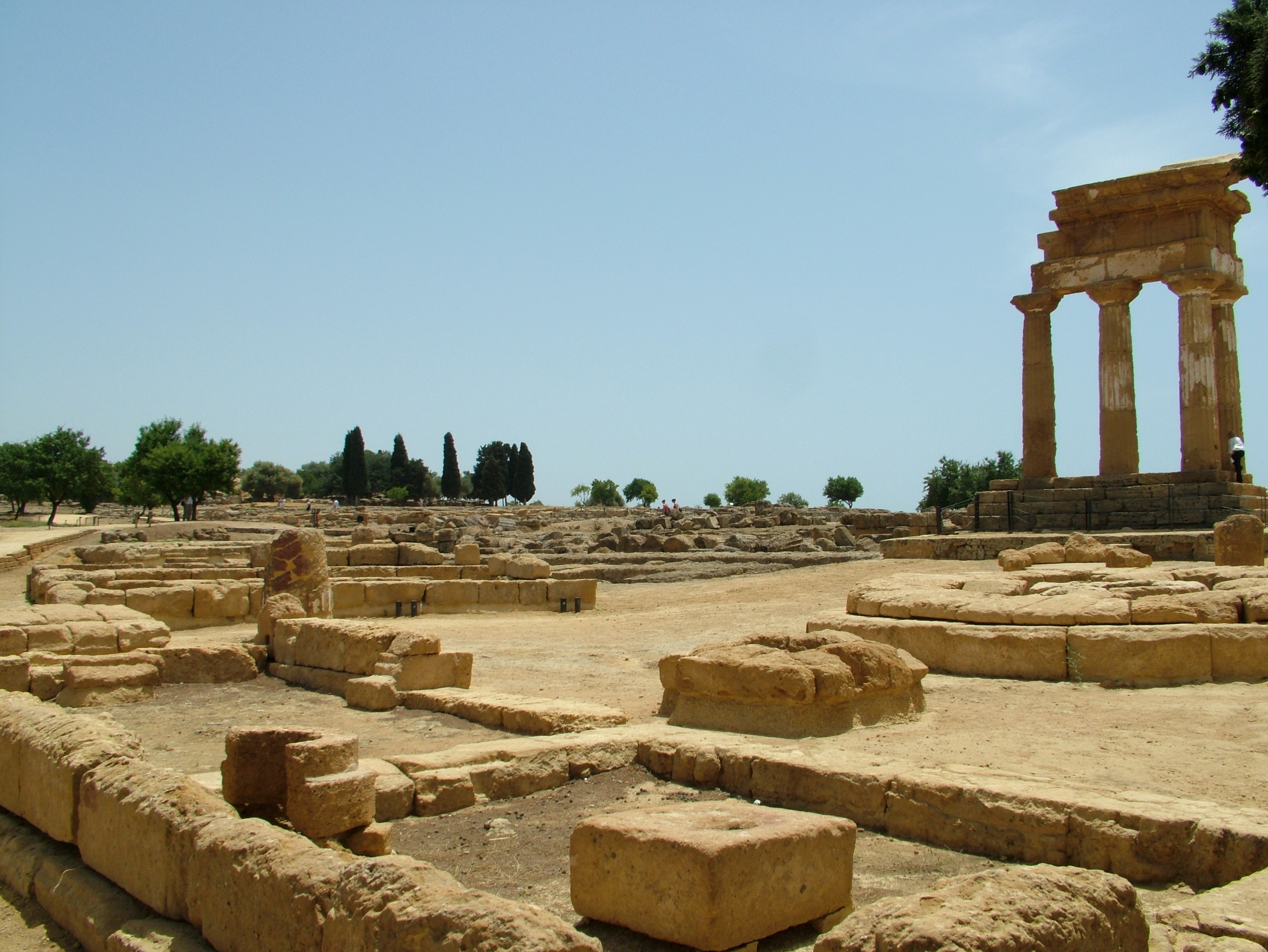
Sanctuarul zeităților htonice din Agrigento, Sicilia

Ofrandele reprezentau un aspect important al religiei Greciei antice. Ele erau folosite pentru a comunica cu zeii, și luau în mod obișnuit formele de sacrificiu și libație. Ofrandele erau esențiale pentru cultul zeilor atât chtonieni, cât și ouranici, deși specificul acestor ritualuri era diferit. Aceste diferențe oferă o perspectivă asupra modului în care grecii percepeau zeitățile chtonice și ouranice, precum și asupra modului în care se raportau la ele.

### Sacrificii
Sacrificiul chtonic era definit în mod obișnuit prin oferirea unui animal negru (sau cu blana închisă la culoare) zeității. Adoratorii nu consumau sacrificiul, ci ardeau în întregime animalul pentru zeu. Acest tip de sacrificiu se numește holocaust, definit prin natura complet arsă și distrusă a ofrandei. Sacrificiul era efectuat pe un altar jos sau într-o groapă, în pământ, oferit în locul în care ar fi locuit zeitățile chtonice. Leșul animalului era uneori și îngropat. Templele în care se făceau aceste sacrificii erau de obicei construite în afara zidurilor orașului, peșterile și grotele fiind locații populare, despre care se credea că sunt deschideri pentru zeitățile chtonice. Scopul cultului chtonic era de a interacționa cu zeii de sub pământ, astfel încât ofrandele erau îndreptate spre pământ pentru a ajunge la aceste zeități. Din acest motiv, tămâia nu era folosită în cultul chtonic, deoarece fumul s-ar fi ridicat la cer. Vinul nu era utilizat în această formă de închinare, în schimb mierea era o libație folosită în mod obișnuit.

## Legături exerne
Materiale media legate de Htonic la Wikimedia Commons